# Amphalius mengdaensis
Amphalius mengdaensis är en loppart som beskrevs av Wu et Wang 2002. Amphalius mengdaensis ingår i släktet Amphalius och familjen fågelloppor. Inga underarter finns listade i Catalogue of Life.